# Cheilanthes marchettiana
Cheilanthes marchettiana är en kantbräkenväxtart som beskrevs av Rasbach. Cheilanthes marchettiana ingår i släktet Cheilanthes och familjen Pteridaceae. Inga underarter finns listade.